# Samuel Ayorinde
Samuel Tayo Ayorinde, född 20 oktober 1974 i Lagos, är en nigeriansk före detta fotbollsspelare.
Ayorindes moderklubb är Honeybabes i hemstaden Lagos i Nigeria. Han har under sin karriär spelat för ett flertal klubbar i åtta länder.
I augusti 2002 värvades Ayorinde från Stalybridge Celtic långt ned i den engelska seriepyramiden. I sin allsvenska debut den 25 augusti 2002 mot Örgryte IS, slutade 1–1, men dessförinnan hade Ayorinde blivit utbytt i halvtid efter en sträckning i höftböjarmuskeln. Han var tillbaks en månad senare men hade svårt att ta en ordinarie plats i klubben. Av sina tolv allsvenska matcher för AIK fick han spela från start i tre och i två fick han spela under hela matchen (mot GIF Sundsvall 2002 och mot Örebro SK 2003). Efter 2003 lämnade Ayorinde AIK för att pröva lyckan i Kina.